# Assim Assim
Assim Assim é um filme português, realizado por Sérgio Graciano e com argumento de Pedro Lopes.

## Elenco
- Albano Jerónimo - Fred
- Ana Brandão - Rita
- Cleia Almeida - Carla
- Dinarte Branco - Zé
- Eva Barros - empregada do bar
- Gonçalo Waddington - Dr. Luís
- Inês Rosado - Xana
- Isabel Abreu - Margarida
- Ivo Canelas - Miguel
- Joana Santos - Cláudia
- João Arrais - Simão
- Joaquim Horta - Duarte
- Margarida Carpinteiro - Natércia
- Miguel Guilherme - Manuel
- Nuno Lopes - Pedro
- Pedro Lacerda - Carlos
- Rita Blanco - Ana
- Sabri Lucas - Fernando
- Sílvia Filipe - Sara
- Tomás Alves - Rui